# 亨切
亨切，是匈牙利绍莫吉州所辖的一个村。总面积7.11平方公里，总人口358，人口密度50.4人/平方公里（2011年1月1日）。